# اوخا
اوخا (Okha) بندری در ایالت گجرات در کشور هند است. این بندر در غرب ایالت گجرات و در شهرستان جام‌نگر  قرار دارد. اوخا در سال ۲۰۰۱ تعداد ۱۸٬۸۸۵ نفر جمعیت داشت.
از مکان‌های معروف این شهر معبد «بت دوارکا» است که پرستشگاه کریشنا است. این معبد در جزیره بت دوارکا و در طرف مقابل خلیجکی واقع شده که بندر اوخا در کرانه آن است.
اوخا بر روی باریکه‌ای از خشکی واقع شده و آب هر سه سوی آن را فرا گرفته‌است.
در قدیم اوخا نخستین بندری بود که کشتی‌هایی که از خلیج فارس به گجرات می‌رفتند به آن وارد می‌شدند.
امروزه اوخا یک کارخانه خودروسازی، کارخانه شیلات و شعبه‌ای از شرکت نفت دارد.